# Contea di Tongshan
La contea di Tongshan (通山县S, Tōngshān XiànP) è una contea della Cina, situata nella provincia di Hubei e amministrata dalla prefettura di Xianning.